# تعامل انسان و رایانه

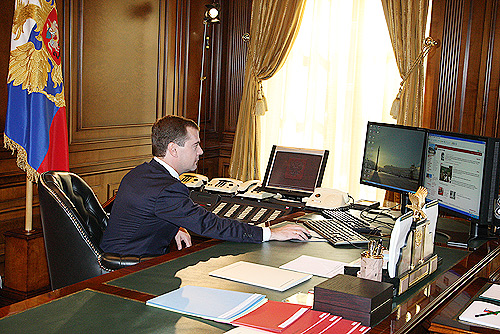
مدودف رئیس‌جمهور روسیه در حال آپلود پیام ویدئویی، اکتبر ۲۰۰۸‏

تعامل انسان و رایانه (به انگلیسی: Human-computer interaction) به دانش و فناوری مدرن و پرتنوع مطالعه، طراحی، اجراء، و ارزیابی سامانه‌های محاسباتی درگیر در محاورات و تعاملات مابین کاربران انسانی از یک سو، و رایانه‌ها و عامل‌های هوشمند نرم‌افزاری از سوی دیگر می گویند.
این رشته، علم بررسی تعامل انسان و رایانه است. در واقع این علم نقطه تقاطع علوم رایانه و علوم رفتارشناسی طراحی و چند علم دیگر است. ارتباط و تعامل انسان و رایانه از طریق واسط اتفاق می‌افتد؛ که شامل نرم‌افزار و سخت‌افزار است. یک تعریف دقیق آن این است: علم تعامل انسان و رایانه یک رشته مرتبط با طراحی، ارزیابی و پیاده‌سازی سیستم‌های محاسباتی متقابل برای استفاده انسان در مطالعه پدیده‌های مهم پیرامون اوست. این رشته شاخه‌هایی از هر دو طرف درگیر را شامل می‌شود؛ مثلاً گرافیک کامپیوتری، سیستم عامل، زبان‌های برنامه‌نویسی، تئوری ارتباطات و طراحی‌صنعتی برای قسمت کامپیوتری زبان‌شناسی، روانشناسی و کارایی انسان برای قسمت انسانی آن.

## هدف‌ها
هدف آن تقویت تعاملات کاربر و رایانه به وسیله کاربردی‌تر کردن رایانه‌ها و مطابقت آن‌ها با نیاز کاربران است. به عبارت دیگر این رشته مرتبط است با:
- روش‌شناسی و فرایندهای طراحی واسطه‌ها
- روش‌های پیاده‌سازی واسطه‌ها
- تکنیک‌های ارزیابی و مقایسه واسطه‌ها
- توسعه طراحی و پیاده‌سازی واسطه‌های جدید
- روش‌های تولید نمونه اولیه[۲]

## تاریخچه

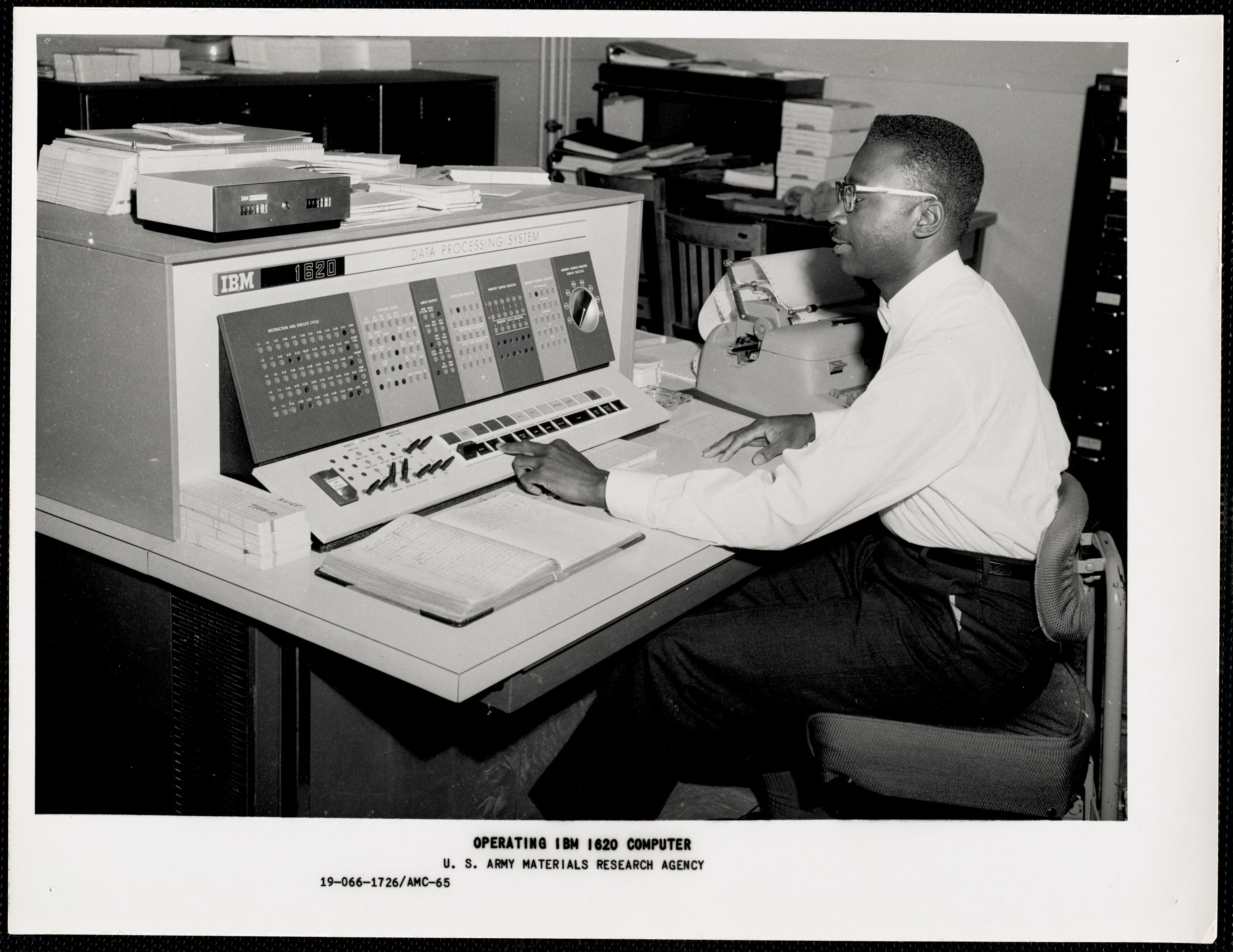
تعامل یکی از سربازان ارتش ایالات متحده با کامپیوتر آی‌بی‌ام در سال ۱۹۶۳

این رشته در اوایل دههٔ نهم قرن بیستم (۱۹۸۰) میلادی به عنوان شاخه‌ای تخصصی از علوم کامپیوتر که با علوم شناختی، مهندسی عوامل انسانی و طراحی سر و کار دارد ایجاد شد.

## تفاوت با دیگر رشته‌ها
این علم در مؤلفه انسانی با دیگر رشته‌های علوم رایانه و در مؤلفه رایانه با دیگر رشته‌های ماشینی و صنعتی تفاوت دارد. همچنین تأکید آن بر قسمت‌های فیزیکی طراحی صنعتی مثل طراحی کیبورد و موس آرگونومیک (متناسب با ساختار بدن انسان) کم است.

## اصول طراحی واسط

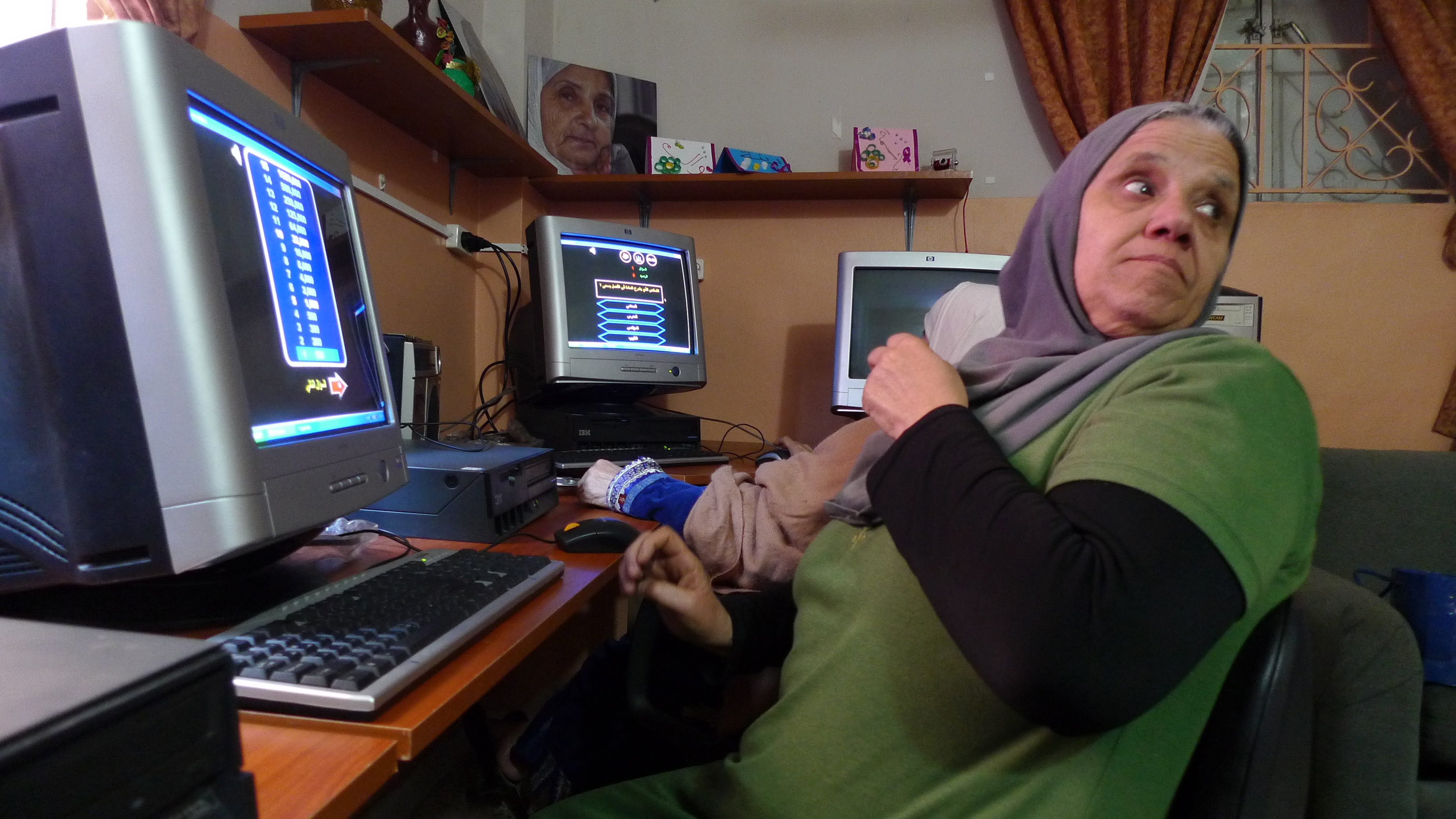
تعامل یک انسان و رایانه در برج البراجنه؛ ژانویه ۲۰۱۱

برای طراحی یک واسط یا ارزیابی آن توجه به این نکات لازم است:
1. ابتدا تمرکز روی کاربران و وظایف سیستم
2. اندازه‌گیری‌های تجربی:عرضه نسخه آزمایشی واسط و عیب‌یابی آن توسط کاربران
3. طراحی متناوب یعنی مراحل زیر باید تا دستیابی به نتیجه تکرار شوند.

- طراحی
- تست و ارزیابی
- تحلیل نتایج

## روش‌شناسی طراحی واسط
- طراحی کاربر محور(UCD):

کاربر در مرکز توجه طراحان است و همه چیز طبق خواست نیاز و سلایق او طراحی می‌شود.

## اصول طراحی واسط کاربری
این کار ۷ اصل دارد:
1. حدود تغییرات مجاز (تلرانس)
2. سادگی
3. پدیداری (اجزای قابل مشاهده)
4. توانا بودن
5. پایداری
6. ساختار و استخوان بندی
7. بازخورد

## ارائه و نمایش طراحی
که ۱۳ اصل دارد:
قوانین ادراکی:
1. ارائه را خوانا کنید.
2. از محدودیت هاى قضاوت مطلق جلوگیری کنید.
3. پردازش بالا به پایین
4. حصول یک درک از یک عمل با تکرار زیاد آن و ترکیب با رنگ (برای ماندگاری در ذهن)
5. شباهت گیج کنند است.

قوانین روحی:
1. قانون واقع گرایی تصویری (اگر چیزی در واسط است شبیه اصل آن در دنیای بیرون باشد)

قوانین مبتنی بر توجه:
1. به حداقل رساندن زمان و هزینه دسترسی اطلاعات
2. قانون نزدیکی و سازش‌پذیری اجزا در واسط گرافیکی
3. قانون واسط‌های چند منبعی (دیداری، شنیداری، گفتاری، ...)

قانون حافظه:
- ۱۱. جایگزینی حافظه با اطلاعات دیداری

قانون جعبه پیش گویی:
1. اصل پیش‌بینی و پیشگویی نیاز کاربر به کمک
2. اصل سازگاری و یکنواختی ظاهر واسط

## آینده این رشته
انتظار می‌رود در آینده این رشته ویژگی‌های زیر را خلق کند:
- ارتباطات فراگیر و همه جا حاضر
- سیستم‌های کاربردی عالی
- در دسترس بودن اجزای گرافیک کامپیوتری در همه جا و ارزان و سازگار با تمام سیستم‌ها
- ترکیب و میکس انواع رسانه‌ها (صوت، تصویر، فیلم، انیمیشن و…)
- تعاملات با پهنای باند زیاد
- کامپیوترهای کوچک جاسازی شده در تمام وسایل زندگی
- واسطه‌های کاربری گروهی (کنفرانس‌ها…)
- امکانات گسترده سازماندهی اجزای واسطه‌ها توسط کاربران
- اجزای کاربردی اطلاعات (خرید اینترنتی…)

واسط‌های انسان و رایانه شامل جنبه‌های زیر می‌شود:
1. وظایف محیطی پیرامون
2. محیط ماشینی
3. بخش‌های واسط (هم پوشانی آن‌ها و…)
4. جریان داده‌های ورودی
5. خروجی
6. بازخورد